# Эйкеленбом, Катинка
Катинка Эйкеленбом (нидерл. Katinka Eikelenboom; род. 1982) — нидерландский политический деятель. Председатель партии «Зелёные левые» (GroenLinks) с 1 апреля 2019 года.

## Биография
Изучала политологию в области государственного управления в Амстердамском университете и в английском Университете Сассекса. Получила степень магистра в области международных отношений в американской Новой школе в Нью-Йорке. Прошла трёхмесячную стажировку в научно-исследовательском институте в Доминиканской Республике.
Работала ассистентом редактора в журнале Ethics & International Affairs Journal, издаваемом Советом Карнеги по этике в международных делах. Это неправительственная организация, базирующаяся в Нью-Йорке и существующая с 1914 года.
Также работала старшим сотрудником и руководителем отделения (chef de bureau) в Bureau De Helling (ныне Wetenschappelijk Bureau GroenLinks) — аналитическом центре GroenLinks.
Также работала политическим советником членов совета GroenLinks в Амстердаме.
С октября 2014 года работала в Ассоциации нидерландских университетов (VSNU). Занимала должность руководителя сферы образования. 1 ноября 2017 года стала секретарем правления, сменила Бабс ван ден Берг (Babs van den Bergh), которая с 16 сентября стала директором VSNU. Также работала заместителем директора. Ушла из VSNU после избрания лидером партии. На посту секретаря правления в марте 2019 года её сменил Рамко Смолдерс (Remco Smulders).
6 июня 2018 года председатель партии «Зелёные левые» Марьолейн Мейер подала в отставку из-за ставших известными тайных любовных отношений с бывшим председателем партии (2013—2015) Риком Грасгоффом. Временно исполняющим обязанности председателя стал Йерун Постма. В декабре 2018 года новым председателем партии назначена Катинка Эйкеленбом. 16 февраля 2019 года за неё проголосовали члены GroenLinks на партийном конгрессе. Выборы были безальтернативными. Вступила в должность 1 апреля.